# Kámen, Pelhřimov
Kámen là một làng thuộc huyện Pelhřimov, vùng Vysočina, Cộng hòa Séc.